# Bachelier (Belgique)
Pour les articles homonymes, voir Bachelier.
En Belgique, le bachelier, aussi appelé bachelor en Belgique néerlandophone et parfois appelé informellement baccalauréat, souvent appelé bac, est le diplôme de l'enseignement supérieur universitaire ou non-universitaire sanctionnant la réussite d'un 1er cycle de trois années d'études. Ce cycle comprend au moins 180 crédits ECTS. Cette désignation fait suite au processus de Bologne entré en application l'année académique 2005-2006.
On distingue deux types de bacheliers :
- les bacheliers professionnalisants (professionele bachelor en néerlandais ; anciens graduats, régendats, etc.), relevant de l'enseignement dit de type court et délivrés par les hautes écoles, qui permettent directement l'accès à une profession ou à un bachelier de spécialisation ;
- les bacheliers de transition (academische bachelor en Belgique néerlandophone ; anciennes candidatures), relevant de l'enseignement dit de type long et délivrés par les universités, les écoles supérieures des arts et certaines hautes écoles[a], qui ne forment pas à un métier, mais donnent accès aux programmes de master.

En Belgique, l'instauration du bachelier permet de remplacer : 
- le diplôme de candidature, un diplôme universitaire sanctionnant la réussite d'un premier cycle de 2 ans ;
- le graduat, un ancien grade de l'enseignement supérieur en Belgique. Il conduisait au terme de trois années d'études au titre de gradué. Il a lui aussi été remplacé par le grade de bachelier (bachelor), tel qu'il est dispensé dans les écoles d'enseignement supérieur de type court non universitaire en Belgique.

Le principe 3 + 2 + 3 caractérise le système des accords de Bologne : 
| Doctorat (3)                |                         | Doctorat (3) |
| Master (2)                  | DEA - DESS (1)          |              |
|                             | Licence (2)             |              |
|                             |                         |              |
| Bachelier (3)               | Candidature (2)         |              |
|                             |                         |              |
| Actuel système de Grade BMD | Ancien système de Grade |              |

- trois ans pour le bachelier (professionnalisant et de transition)
- + deux (ou trois en médecine) années supplémentaires pour le master
- + trois années supplémentaires pour le doctorat

En Flandre, si on souhaite suivre un master après avoir obtenu un diplôme de bachelier professionnalisant, on doit d'abord suivre un programme de transition (schakelprogramma en néerlandais) d'une ou deux années.

## Liste des bacheliers
La Communauté française de Belgique ne fait pas de distinction entre les différents champs des grades universitaires, tous les diplômes de premier cycle porte donc le nom simple de Bachelier.

### Bachelier en arts
En Communauté flamande, le terme de « Bachelor of Arts » en anglais est officiellement employé notamment pour les formations en art, sciences sociales, humaines, juridiques, etc.

### Bachelier en droit
En Belgique, après la réforme universitaire due au Processus de Bologne, le bachelier en droit s'obtient après 3 années d'études à l'université ou dans une haute école. 
Il est également possible de suivre un bachelier en droit dans un institut de promotion sociale. Le passage du bachelier en droit de haute école ou de promotion sociale au master en droit à l'université n'est pas toujours direct.
En Communauté flamande, le terme de « Bachelor of Laws » en anglais est officiellement employé pour le bachelier universitaire en droit.

### Bachelier en sciences
En Belgique, après la réforme universitaire liée au processus de Bologne, le grade de bachelier en sciences, équivalent du baccalauréat universitaire en sciences, s'obtient après un premier cycle de trois années d'études universitaires, comme les autres bacheliers.